# Artur Tadeusz Ściana
Artur Tadeusz Ściana (* 14. března 1979) je římskokatolický duchovní polského původu, sloužící v České republice, ve farnostech litoměřické diecéze.

## Život
Ściana studoval v Polsku teologii. Když byl v České republice nedostatek římskokatolických duchovních, oslovoval Antonín Bratršovský, kněz z Jablonce nad Nisou, diecéze v sousedních zemích (v Německu, v Polsku a na Slovensku) s dotazem, zda by některý ze studentů nechtěl jít vykonávat své povolání do zahraničí, do České republiky. Ściana žádost vyslyšel. Při příchodu do České republiky se musel Ściana naučit češtinu, tedy pro něj cizí jazyk. Do ní ho lekcemi dávanými na jablonecké faře uváděl Tomáš Matějec a to ještě spolu s ještě dvěma dalšími studenty bohosloví, jedním ze Slovenska a druhým z Německa. V červnu roku 2005 byl vysvěcen na jáhna. Následně působil tři měsíce v jáhenské službě v Mnichově Hradišti a poté od 1. října 2005 na arciděkanství v Mladé Boleslavi.
Když byl Ściana 24. června 2006 v litoměřické katedrále svatého Štěpána vysvěcen na kněze, dostal následně na starost farnost děčínského vikariátu v Podmoklech. Na přelomu let 2006-2007 krátce působil jako druhý kaplan v České Lípě, přičemž měl hlavně na starosti dočasně excurrendo spravovanou farnost Cvikov. Následně působil jako kaplan v Ústí nad Labem. Od roku 2009 se pak stal administrátorem v Klášterci nad Ohří. Během jeho zdejšího působení se po několika neúspěšných pokusech předchozích duchovních správců farnosti povedlo zahájit rekonstrukci varhan v kostele Nejsvětější Trojice. Po deseti letech tamní činnosti se však u Ściany začal objevovat stesk po domově v Polsku a po rodičích. Požádal proto litoměřického biskupa Jana Baxanta, zda by se nenašla nějaká uprázdněná farnost blíže Polsku. Žádost biskup vyřešil vzájemným prohozením kněží v Klášterci nad Ohří a ve Frýdlantě, kde do té doby působil Vít Audy. Od 1. července 2022 ukončil svou službu v českých farnostech a odešel sloužit do rodného Polska.